# Arcidiocesi di Tolemaide di Tebaide
L'arcidiocesi di Tolemaide di Tebaide (in latino: Archidioecesis Ptolemaidensis in Thebaide) è una sede soppressa e sede titolare della Chiesa cattolica.

## Storia
Tolemaide di Tebaide, corrispondente all'odierna Menshiyeh, è l'antica sede metropolitana della provincia romana della Tebaide Seconda nella diocesi civile d'Egitto e nel patriarcato di Alessandria.
Le Quien, e al suo seguito Gams, identificano Tolemaide di Tebaide con Thinis. Dei tre vescovi menzionati, il primo, Ammonio, fu vescovo in Diospoli et in Ptolemaide; degli altri due, Eraclide e Isacco, si dice che furono episcopi Thyneos.
Dal XVIII secolo Tolemaide di Tebaide è annoverata tra le sedi arcivescovili titolari della Chiesa cattolica; la sede è vacante dal 12 agosto 1974.

## Cronotassi

### Vescovi greci
- Ammonio †
- Eraclide † (menzionato nel 431)
- Isacco † (menzionato nel 457)

### Arcivescovi titolari
I vescovi di Tolemaide di Tebaide appaiono confusi con i vescovi di Tolemaide di Libia, perché nelle fonti citate le cronotassi delle due sedi non sono distinte.
- Charles-Louis Hugo, O.Praem. † (15 dicembre 1728 - 2 agosto 1739 deceduto)
- François-Armand-Auguste de Rohan-Soubise-Ventadour † (30 luglio 1742 - 19 luglio 1749 succeduto vescovo di Strasburgo)
- Ludwik Ignacy Riaucour † (3 marzo 1749 - novembre 1777 deceduto)
- Onufry Kajetan Szembek † (27 giugno 1796 - 5 settembre 1797 succeduto vescovo di Płock)
- Ferdinand Maria von Chotek † (14 aprile 1817 - 30 settembre 1831 nominato vescovo di Tarnów)
- François-René Boussen † (17 dicembre 1832 - 23 giugno 1834 nominato vescovo di Bruges)
- Alois Josef Schrenk † (12 febbraio 1838 - 17 settembre 1838 nominato arcivescovo di Praga)
- Thomas Feeny † (30 luglio 1839 - 11 gennaio 1848 nominato vescovo di Killala)
- Lorenzo Passerini † (11 luglio 1892 - 18 aprile 1901 nominato patriarca di Antiochia)[1]
- Luigi Canali, O.F.M. † (3 agosto 1901 - 22 aprile 1905 deceduto)
- Fédéric-Henri Oury † (29 aprile 1909 - 6 febbraio 1921 deceduto)
- Paolo Giobbe † (30 marzo 1925 - 15 dicembre 1958 nominato cardinale presbitero di Santa Maria in Vallicella)
- Pietro Parente † (23 ottobre 1959 - 26 giugno 1967 nominato cardinale presbitero di San Lorenzo in Lucina)